# Chrysometa distincta
Chrysometa distincta är en spindelart som först beskrevs av Bryant 1940.  Chrysometa distincta ingår i släktet Chrysometa och familjen käkspindlar.
Artens utbredningsområde är Kuba. Inga underarter finns listade i Catalogue of Life.